# Максис
Максис (на английски: Maxis) е американска компания, основана като независим разработчик на видео игри през 1987 г.
Дъщерно дружество на Electronic Arts (EA), и служи като един от четирите големи етикети на компанията. Максис е създател на една от най-продаваните компютърни игри на всички времена, The Sims, и продължението му, The Sims 2. Тези заглавия и свързаните с тях продукти са най-популярните и успешни линии на марката.
Повечето Максис заглавия са симулационна основа. Основател Maxis Уил Райт ги оприличава на „цифрови куклени къщи.“ Тя е също пусна игри, разработени от други продуцентски къщи, като например A-Train и SimTower.